# Пикрокроцин
Пикрокроцинът е гликозид, образуван от глюкоза и шафранал. Съдържа се в подправката шафран, която се произвежда от един вид минзухар. Има горчив вкус и е основното вещество, участващо във вкуса на шафрана.
Смята се, че пикрокроцина е деградационен продукт на каротеноида зеаксантин.